# David Bispham
David Scull Bispham (ur. 5 stycznia 1857 w Filadelfii, zm. 2 października 1921 w Nowym Jorku) – amerykański śpiewak operowy, baryton.

## Życiorys
Jako dziecko występował w chórach kościelnych. Studia muzyczne odbył u Luigiego Vannucciniego we Florencji i u Francesco Lampertiego w Mediolanie (1886–1889), a następnie w Londynie u Williama Shakespeare’a i Alberto Randeggera (1890). Zadebiutował w 1891 roku na deskach londyńskiego Covent Garden Theatre rolą księcia Longueville w operze La basoche André Messagera. W 1892 roku w Theatre Royal przy Drury Lane kreował rolę Kurwenala w Tristanie i Izoldzie Richarda Wagnera. W latach 1896–1909 występował naprzemiennie w Covent Garden Theatre oraz w Metropolitan Opera w Nowym Jorku, specjalizując się w rolach wagnerowskich (Beckmesser w Śpiewakach norymberskich, Wolfram von Eschenbach w Tannhäuserze, Wotan w Pierścieniu Nibelunga, hrabia Telramund w Lohengrinie). Kreował również partię Uroka w Manru Ignacego Jana Paderewskiego. W 1896 roku wystąpił w Bostonie w prapremierowym przedstawieniu opery Waltera Damroscha The Scarlet Letter. Był zwolennikiem śpiewania ról operowych i oratoryjnych w języku angielskim. Był współzałożycielem The Society of American Singers (1917). Z uwagi na wysokie umiejętności aktorskie grywał także jako aktor w teatrze. Opublikował autobiografię pt. A Quaker Singer’s Recollections (Nowy Jork 1920).
W 1921 roku Opera Society of America ustanowiło nagrodę Bispham Memorial Medal Award, przyznawaną amerykańskim twórcom operowym.